# Сент Луис Парк (Минесота)
Сент Луис Парк (енгл. St. Louis Park) град је у америчкој савезној држави Минесота.

## Демографија
По попису из 2010. године број становника је 45.250, што је 1.124 (2,5%) становника више него 2000. године.
| Група             | 2000.          | 2010.          |
| Белци             | 38.599 (87,5%) | 36.745 (81,2%) |
| Афроамериканци    | 1.930 (4,4%)   | 3.372 (7,5%)   |
| Азијати           | 1.417 (3,2%)   | 1.737 (3,8%)   |
| Хиспаноамериканци | 1.294 (2,9%)   | 1.941 (4,3%)   |
| Укупно            | 44.126         | 45.250         |